# GANMA!
GANMA!（ガンマ）は、コミックスマート株式会社が提供する、ウェブコミック雑誌である。

## 概要
連載マンガを無料で読めるスマートフォン・タブレット（iOS、Android）向けのマンガ雑誌アプリと、ブラウザで読めるウェブ連載の2種類で同時配信されているウェブ漫画雑誌。2016年3月7日からは毎日0:00に数作品が配信されている。それまでは、毎週火・木・日曜日の3回、それぞれ違う作品が更新となっていた。
連載される作品は、コミックスマートが運営する新人マンガ家支援プログラム「Route M」に選出されたマンガ家や、ユーザー投稿型マンガサイト「マンガ★ゲット」で開催されるコンテスト入賞者などを中心にした新人および若手マンガ家によるものが多い。支援が不要な場合は「連載作家契約」も用意されているなど、契約形態は複数ある。
作品を読むだけなら会員登録は不要だがコメントの投稿や作品の評価、お気に入り登録などの諸機能を使う場合は必須。また、基本的に全作品を全話完全無料で読むことができるが、月額680円（2020年9月現在）のプレミアム会員になると各作品の最新話を通常より2週間早く読むことができる。
ただし、期間限定で無料公開される作品もある他、期間限定公開かつ、全話読むにはプレミアム会員である必要のある作品もある。
なお2020年12月02日より、ブラウザ版は連載中・完結作品を問わず5回分のみの公開とされ、続きを読むにはアプリをダウンロードする必要がある。

## 新人マンガ家支援プログラム「Route M」
コミックスマートのマンガ家の育成・輩出を目的とした新人マンガ家支援プログラム。「M1」から「M5」という5段階のステージに応じたサポートを提供。ステージが昇格すると支援金の増額やスタジオ専属アシスタントによる制作補助、単行本発行、ゲーム化／映像化などに向けた総合プロデュースなど手厚いサポートが受けられる。なお、マンガ制作に必要な画材を無料で利用できる制作スタジオの利用、編集担当者によるサポートは、全マンガ家に提供している。
2014年9月の段階で応募総数500件以上、総連載数34作品（Route M以外も含む）と発表されている。

## 連載作品
曜日を問わず、隔週更新の作品が多い。

※作品名のアイウエオ順。

### 連載中
公式サイトの作品リスト、および各作品ページより。なお、連載終了作品や、短期掲載作品も含まれる。
| 作品名                                                 | 漫画家（作画）       | 漫画原作者（原作）など       | 開始日（号）         | 更新日 毎→日→土→他 | 備考                                                                      |
| ------------------------------------------------------ | -------------------- | ---------------------------- | -------------------- | ------------------ | ------------------------------------------------------------------------- |
| IREVERN 刻限大陸と逢瀬の空                             | 大槻俊也             |                              | 2019年6月27日        | 木曜日（隔週）     | 読みは「アイレヴァーン」。                                                |
| 赤点補終〜バカしかいないデスゲーム〜                   | 春美                 |                              | 2020年8月30日        | 日曜日（隔週）     |                                                                           |
| 悪人の条件                                             | ナカマ理             |                              | 2017年09月30日       | 土曜日（隔週）     | 現在、作者の病気により休載中。                                            |
| 兄だったモノ                                           | マツダミノル         |                              | 2021年05月27日       | 木曜日（隔週）     | 。                                                                        |
| アラサー並子とミカンの聖人                             | カッポレ・みほ       |                              | 2020年08月25日       | 火曜日             |                                                                           |
| ある日、少女は神となる                                 | ありまけいこ         |                              | 2021年06月30日       | 水曜日（隔週）     |                                                                           |
| アルマギア                                             | 山崎かのり           | Reom、佐藤ミト（コンテ構成） | 2021年06月30日       | 日曜日、水曜日     |                                                                           |
| イキリ勇者は救えない!                                  | 佐々木某             |                              | 2019年011月21日      | 木曜日（隔週）     |                                                                           |
| いつものめんめん                                       | 木下晋也             |                              | 2019年02月25日       | 月曜日             |                                                                           |
| 妹の友達が何考えてるのかわからない                     | 玲。                 |                              | 2020年04月29日       | 土曜日             | 水曜日（月1）から土曜日に連載変更。                                       |
| S〔エス〕—君と、彼女と、運命と                         | 南部ゼロイチ         |                              | 2016年07月25日       | 日曜日（隔週）     |                                                                           |
| 江西くんは魔性（ハーレム）体質に目覚めました           | なかお               |                              | 2021年06月26日       | 土曜日（隔週）     |                                                                           |
| ABO!－キミは何型がスキ？－                             | ４６                 |                              | 2020年06月25日       | 木曜日             |                                                                           |
| お絵かきエルフは3600倍速で魔法業界を無双する           | 沖ノ輔               |                              | 2021年07月30日       | 金曜日             |                                                                           |
| お転婆娘と顔無しの男                                   | 灯釜田龍             |                              | 2014年12月21日 139号 | 土曜日（隔週）     |                                                                           |
| オトギゴロシ                                           | 伊集院一雄           |                              | 2019年011月3日       | 日曜日（隔週）     |                                                                           |
| おとなの防具屋さん                                     | 斐宮ふみ             |                              | 2017年09月15日       | 金曜日（隔週）     |                                                                           |
| おやおやこどもこどもこども。                           | 木下晋也             |                              | 2019年012月5日       | 木曜日             | 「おやおやこども。」の第三シーズン。                                      |
| 終わりの始まりを、君と一緒に。                         | 吉田博哉             |                              | 2018年04月30日       | 月曜日（隔週）     |                                                                           |
| 会心の出来                                             | 胡麻塩               |                              | 2021年07月27日       | 火曜日（３週連続） |                                                                           |
| 怪談ルゥプ                                             | 加藤網未（漫画）     | 矢樹純（原作）               | 2019年09月23日       | 月曜日（隔週）     |                                                                           |
| かなたこなた                                           | よねまる             |                              | 2018年01月24日       | 水曜日（隔週）     |                                                                           |
| 彼女に呪われてるけど幸せなのでOKです☆                  | 平田トウエイ         |                              | 2020年05月27日       | 水曜日（隔週）     |                                                                           |
| 神様ですげェむ                                         | 町田ジョウ           |                              | 2019年07月20日       | 土曜日（隔週）     |                                                                           |
| カムライトライブ                                       | 株式会社アプリボット |                              | 2017年08月16日       | 水曜日（月1）      |                                                                           |
| カルカラレルカ SR-H CATASTROPHE                        | 銅目貫               |                              | 2020年11月22日       | 日曜日             | カルカラレルカの第三シーズン。                                            |
| 彼氏がゾンビになりまして                               | 明太子マン           |                              | 2020年09月30日       | 水曜日             |                                                                           |
| 鬼畜英雄                                               | よのき               |                              | 2021年05月24日       | 月曜日（隔週）     |                                                                           |
| 君が隠された世界                                       | 紫良河みあび         |                              | 2020年08月24日       | 月曜日（隔週）     |                                                                           |
| ギャンブル＄シェアハウス                               | 矢崎結子             | 渡辺アビ                     | 2019年01月18日       | 金曜日（隔週）     |                                                                           |
| きょうのミックスバー                                   | TSUKURU              |                              | 2017年07月31日       | 火・金・日曜日     | つぶやきGANMA!に合わせて週三回更新に。                                    |
| キル アイ                                              | 江唯 みじ子          |                              | 2017年08月01日       | 火曜日（３週連続） |                                                                           |
| KILLシテ彼女                                           | 尾瀬之高             |                              | 2019年03月31日       | 日曜日（隔週）     |                                                                           |
| クズ浪人生、人生が辛いので夜のお姉さんを呼んでみた     | こすずめ             |                              | 2021年06月28日       | 月曜日             |                                                                           |
| 恋したので配信してみた                                 | あずまたま           |                              | 2019年04月10日       | 水曜日（隔週）     |                                                                           |
| 恋のはじまりは4月の空                                  | 星名ひつじ           |                              | 2020年09月29日       | 火曜日（月1）      |                                                                           |
| こーゆーぶ！                                           | むすあき             |                              | 2021年08月16日       | 月曜日（隔週）     |                                                                           |
| 黒羊の歩み                                             | 瑞生そら             |                              | 2020年05月30日       | 土曜日（隔週）     |                                                                           |
| 極楽浄土の破戒僧                                       | 睦月間               |                              | 2021年08月29日       | 日曜日（隔週）     |                                                                           |
| この中に1人、俺の嫁がいる                              | クドゥー             |                              | 2021年07月29日       | 木曜日（隔週）     |                                                                           |
| 殺し屋Kと300億の恋人                                   | キタジマ             |                              | 2020年09月28日       | 月曜日（隔週）     |                                                                           |
| 殺人鬼Yの訪問                                          | シラカミ             |                              | 2021年09月3日        | 金曜日（隔週）     |                                                                           |
| 砂漠の道化師                                           | 君乃誉               |                              | 2017年08月24日       | 木曜日（隔週）     | 作者体調不良の為、休載中。                                                |
| 死逢わせサポートセンター                               | 中村あいさつ         |                              | 2019年01月15日       | 土曜日（月3更新）  |                                                                           |
| しかくいアナタをまるくして                             | 藤沼みすず           |                              | 2019年7月025日       | 木曜日（隔週）     |                                                                           |
| 四天王は実家暮らし                                     | はがん               |                              | 2021年08月4日        | 水曜日             |                                                                           |
| 死人探偵                                               | ひとりぼっち         |                              | 2020年01月013日      | 月曜日（隔週）     |                                                                           |
| 瞬間ラブストーリーに屈しない！                         | サンクス仮面         |                              | 2020年07月20日       | 月曜日（隔週）     |                                                                           |
| 女子力高めな獅子原くん                                 | 相舞み―              |                              | 2019年09月8日        | 日曜日（隔週）     |                                                                           |
| 地雷なんですか？地原さん                               | りょん               |                              | 2021年06月25日       | 金曜日（隔週）     |                                                                           |
| 侵略アールピージー                                     | 岩田ナヲヤ           |                              | 2018年03月21日       | 水曜日（隔週）     |                                                                           |
| スズノネ                                               | タカヒロホン         |                              | 2017年03月25日       | 土曜日（隔週）     | 2021年3月27日より一時休載                                                 |
| ズッ友モンスター                                       | 寿司食い太郎         |                              | 2021年09月7日        | 火曜日（隔週）     |                                                                           |
| 絶対にヤッてはいけない異世界召喚                       | シメサバ             |                              | 2018年06月24日       | 日曜日（隔週）     |                                                                           |
| 全然殺伐としないデスゲーム                             | 酒本さけ             |                              | 2019年10月29日       | 火曜日（3週連続）  |                                                                           |
| 全部ください、先輩。                                   | 橋目トニー           |                              | 2020年08月27日       | 木曜日（隔週）     |                                                                           |
| 創造のリンゴ                                           | 薙澤なお             |                              | 2017年03月20日       | 月曜日（3週連続）  |                                                                           |
| 双無しの人形 ニモと4人の魔女                           | 冬島暮               |                              | 2020年05月2日        | 土曜日（隔週）     | 第二部。「双無し」は「そうなし」と読む(goo国語辞書など)。                 |
| それじゃ、拷問はじめま～す！                           | 摩訶乃ムッチ         |                              | 2019年9月29日        | 日曜日             | 作者体調不良の為、休載中。                                                |
| ゾンビのむくろ                                         | じゅんた             |                              | 2018年9月03日        | 月曜日             |                                                                           |
| 多数欠 -Judgement Assizes-                             | 宮川大河             |                              | 2017年11月17日       | 金曜日             |                                                                           |
| たとえ世界が終わっても、私は彼女を選ばない             | 藤崎ろと             |                              | 2020年6月19日        | 金曜日（隔週）     |                                                                           |
| 鉄血機関 -Bloody Steam-                                | 睦月間               |                              | 2017年06月29日       | 木曜日（隔週）     |                                                                           |
| デッド・オア・ストライク                               | 西森生               |                              | 2015年06月30日       | 土曜日（月1）      |                                                                           |
| 転生バーサーカ!!                                       | 伊藤ヒロアキ         |                              | 2021年05月31日       | 土曜日（隔週）     |                                                                           |
| 東京遊戯TokyoDeathGame                                 | 大塚さとる           |                              | 2021年06月28日       | 月曜日（隔週）     |                                                                           |
| 東京ドラゴンナイト                                     | 月下朝日             |                              | 2017年07月15日       | 日曜日（隔週）     |                                                                           |
| 塔子さんはいい大人じゃいられない                       | たかせうみ           |                              | 2021年01月028日      | 木曜日（隔週）     |                                                                           |
| となりの遠距離恋愛                                     | なるあすく           |                              | 2020年05月028日      | 毎日更新           |                                                                           |
| トリの米屋と社長の僕                                   | 今條真理之           |                              | 2021年01月27日       | 毎週水曜日         |                                                                           |
| 七瀬さんの恋が異常                                     | 東雲とむ             |                              | 2021年03月31日       | 水曜日（隔週）     |                                                                           |
| 7日間!魔王討伐チャレンジ                               | まことじ             |                              | 2020年06月28日       | 毎日更新           |                                                                           |
| なんと染め抜く                                         | つねこ               |                              | 2016年06月09日       | 木曜日（隔週）     | 作者体調不良の為、休載中。                                                |
| 27歳OL、異世界で遊女の管理はじめます                   | 山田肌襦袢           |                              | 2020年012月29日      | 火曜日（隔週）     |                                                                           |
| 日本沈没2020                                           | 渡邊健一             |                              | 2020年007月09日      | 木曜日（隔週）     |                                                                           |
| 人形峠                                                 | 方條ゆとり+望月菓子  |                              | 2015年12月31日       | 日曜日（隔週）     |                                                                           |
| 寝るチャンネル                                         | 木下晋也             |                              | 2021年003月01日      | 月曜日             |                                                                           |
| 信長ストラグル -戦国炎舞外伝-                          | 戦国炎舞 -KIZNA-     |                              | 2016年06月17日       | 金曜日             | マンガボックスでも連載中。                                                |
| 呪われ幸子の非凡な日常                                 | 平屋花直             |                              | 2020年05月26日       | 火曜日（隔週）     |                                                                           |
| ハカナキ楽園                                           | たかちこり           |                              | 2018年02月26日       | 月曜日（隔週）     |                                                                           |
| 外れたみんなの頭のネジ                                 | 洋介犬               |                              | 2015年06月14日       | 土曜日             |                                                                           |
| 反逆コメンテーターエンドウさん                         | 洋介犬               |                              | 2021年01月22日       | 金曜日             |                                                                           |
| 飛野さんのバカ                                         | 筋肉☆太郎            |                              | 2017年10月30日       | 月曜日（隔週）     |                                                                           |
| 【悲報】スローライフをおくりたいオレ、百魔眼竜王だった | 吐露ころと           |                              | 2021年02月26日       | 金曜日（隔週）     |                                                                           |
| 不意に現れた、歳の離れた義妹の話                       | 藍川蓮               |                              | 2021年05月22日       | 土曜日（隔週）     |                                                                           |
| 不思議のまゆりさん                                     | パン                 |                              | 2018年06月20日       | 水曜日             |                                                                           |
| 不死鳥の食卓                                           | 真鍋陽               |                              | 2020年11月30日       | 月曜日（隔週）     |                                                                           |
| 不死の葬儀師                                           | 清宮こう丞           |                              | 2017年12月30日       | 土曜日（隔週）     |                                                                           |
| BLACK999                                               | 黒蛇龍サトウ         |                              | 2018年12月15日       | 土曜日（隔週）     |                                                                           |
| 放課後、彼と結婚します。                               | 野木せいや           |                              | 2020年05月28日       | 木曜日（隔週）     |                                                                           |
| ボンレスマム                                           | かわベーコン         |                              | 2017年07月31日       | 火曜・土曜日       | つぶやきGANMA!に合わせて更新ペースを週二回に。                            |
| 毎日！ゴマ劇場                                         | 胡麻塩               |                              | 2019年5月4日         | 毎日更新           |                                                                           |
| 魔王の人事                                             | 紅村岬               |                              | 2019年06月24日       | 月曜日（隔週）     |                                                                           |
| マンガ家に、なれるかな                                 | GANMA!運営事務局     |                              | 2018年04月06日       | 不明。             | 連載陣の連載前過去エピソード。                                            |
| 御影くんは帰りたい!                                    | ミナヤマカエル       |                              | 2018年09月29日       | 土曜日（隔週）     | 当初タイトルは「ブラック企業へようこそ!」であったが、連載中に変更された。 |
| ミッションインハーレム                                 | さくらえびシャンプー |                              | 2018年08月27日       | 月曜日（隔週）     | 作者都合により無期限休載。                                                |
| みにくい遊郭の子                                       | 狩谷成               |                              | 2021年05月28日       | 金曜日（隔週）     |                                                                           |
| 麦くんに恋をしてはいけない                             | マキボロス           |                              | 2020年04月030日      | 木曜日（隔週）     |                                                                           |
| 無人島で××したらやばすぎた!                            | 服部治朗             |                              | 2019年012月11日      | 水曜日（隔週）     |                                                                           |
| 迷宮マンション                                         | 別所ユウイチ         |                              | 2017年07月16日       | 月曜日（隔週）     |                                                                           |
| 滅亡寸前ムシ帝国 アゲハ総統の奮闘                      | さくらえび ちま      |                              | 2020年09月14日       | 月曜日（隔週）     |                                                                           |
| メメントメモリ                                         | 紅ki                 |                              | 2018年02月22日       | 木曜日（月1）      | 作者療養の為、一時休載。(2021年3月より再開)                               |
| もしあなたが奪うなら                                   | 空柄                 |                              | 2020年05月21日       | 木曜日（隔週）     |                                                                           |
| 焼肉店センゴク                                         | 覆面うさぎ           |                              | 2013年12月12日 1号   | 水曜日             | kindle化、アニメ化                                                        |
| 山田くんとLv999の恋をする                              | ましろ               |                              | 2019年03月7日        | 木曜日（隔週）     |                                                                           |
| 夜明けの天使                                           | キュリスト           |                              | 2019年011月29日      | 金曜日（隔週）     |                                                                           |
| 欲望屋アンダーグラウンド                               | 青木ぶる             |                              | 2019年09月24日       | 火曜日（隔週）     |                                                                           |
| リセット・ゲーム                                       | 吉開かんじ           |                              | 2014年07月13日 70号  | 日曜日（隔週）     | 2019年11月10日より第２章                                                  |
| 隣神ちゃんが心配                                       | 冬島暮               |                              | 2020年02月12日       | 水曜日             |                                                                           |
| 私だけが見えている                                     | じゅんた             |                              | 2021年02月28日       | 日曜日             |                                                                           |

### 連載終了
公式サイトの作品リスト、および各作品ページより。

#掲載終了した作品も参照ください。
| 作品名                                                                    | 作者（作画）         | 原作など                          | 開始日（号）         | 終了日               | 備考 |
| ------------------------------------------------------------------------- | -------------------- | --------------------------------- | -------------------- | -------------------- | --- |
| 氷流星☆アイスターズ                                                       | 真鍋陽               |                                   | 2019年08月4日        | 2020年0              | |
| 愛の天使アムール・アンジュ2nd 〜1stシーズンはなかったことにしてください〜 | 佐倉牡丹             |                                   | 2017年07月08日       | 2018年01月06日       | |
| IREVERN                                                                   | 大槻俊也             |                                   | 2013年12月12日 1号   | 2019年               | 読みは「アイレヴァーン」。 |
| あおはるデミデイズ                                                        | 猫星にゃ〜           |                                   | 2016年011月4日       | 2019年05月14日       | 第一部は2019年05月14日まで |
| あかつきのベイビーズ!                                                     | シラフ               |                                   | 2017年03月14日       | 2021年03月23日       | 第1部2019年5月14日まで。第2部は2019年9月10日より2021年3月23日まで。火曜日（隔週）連載。 |
| アキナシハイツ                                                            | 東雲とむ             |                                   | 2016年09月29日       | 2019年               | |
| Adrenaline                                                                | chiYOMI              |                                   | 2016年02月04日       | 2017年04月10日       | |
| 天師 - あまつか -                                                         | 二三五七             |                                   | 2014年03月25日 23号  | 2018年04月13日       | |
| RPG 〜ポンコツですが二次元と恋はじめました〜                              | 杜乃ミズ（漫画）     | 赤尾でこ（原作） 蔵本憲昭（原案） | 2017年11月28日       | 2019年0              | |
| 池袋†BLood                                                                | 奥田薫               |                                   | 2014年09月21日 100号 | 2020年11月21日       | |
| 異世界とかよくわかんねーけどシャンパン入りました〜〜!!!                   | ワニのコロ輔         |                                   | 2018年08月31日       | 2021年08月27日       | 金曜日(隔週)連載 |
| 異世界なんて行くもんか!                                                   | はがん               |                                   | 2019年06月2日        | 2021年07月4日        | 日曜日（隔週）連載 |
| 井上オンラインの ガチで怖いことやってみた                                 | 井上オンライン       |                                   | 2018年01月11日       | 2019年06月6日        | |
| 忌鬼                                                                      | 加藤山羊（漫画）     | 矢樹純（原作）                    | 2017年03月23日       | 2017年11月09日       | 「いみりおに」と読む(ＵＲＬなどから)。 |
| イモコン                                                                  | 櫻井ナオキ           |                                   | 2016年03月29日       | 2019年0              | |
| インガ様応報す                                                            | 洋介犬               |                                   | 2018年12月22日       | 2019年07月31日       | コミクリ!からの出張掲載。 |
| うさかめ                                                                  | 桐沢十三（漫画）     | ルーツ（原作）                    | 2016年06月14日       | 2017年02月14日       | てーきゅうのスピンオフ （コミック アース・スターからの出張連載） アニメ放映中に連載開始 ? |
| 嘘つきは爆乳の始まり                                                      | クドゥー             |                                   | 2016年04月28日       | 2021年02月25日       | |
| EXTREME SUMMER SHOOTER'S!                                                 | わたい               |                                   | 2014年07月27日 76号  | 2017年03月04日       | |
| Angel Animation                                                           | 九頭上昴             |                                   | 2014年04月06日 28号  | 2015年05月02日       | 未完のまま打ち切り |
| オーバーハング！                                                          | 本橋ゆうこ           |                                   | 2014年09月09日 95号  | 2018年04月08日       | |
| お金0.0 / ビットコインが★なくなりました                                   | きたがわコウ         |                                   | 2018年06月01日       | 2018年0              | |
| お汁さん                                                                  | ムーピー             |                                   | 2017年07月31日       | 2017年07月31日       | 数話ずつまとめてある為、一挙公開かは不明。 |
| 織田信長が人体模型に転生する話                                            | 今條真理之           |                                   | 2019年07月08日       | 2020年05月18日       | |
| 夫が転職したら月給マイナス25万円になりました                              | カッポレ・みほ       |                                   | 2019年07月23日       | 2020年08月18日       | |
| お義兄ちゃんを○○したい                                                    | 東雲とむ             |                                   | 2019年04月27日       | 2020年011月7日       | |
| おとぎのファルス                                                          | 九目                 |                                   | 2014年09月16日 98号  | 2017年08月06日       | |
| 乙女哲学                                                                  | 凌(Ryo)              |                                   | 2014年06月26日 63号  | 2019年07月12日       | 初期は「チェリーボーイ池田」名義である。 |
| おやおやこども。                                                          | 木下晋也             |                                   | 2015年04月16日 189号 | 2016年09月23日       | 第２シーズン「おやおやこどもこども。」へと続く。 |
| おやおやこどもこども。                                                    | 木下晋也             |                                   | 2016年12月01日       |                      | |
| 親指ノ島                                                                  | 佐倉牡丹             |                                   | 2019年11月26日       | 2021年 06月29日      | 作者体調不良の為、2020年8月4日より2021年1月まで休載。火曜日（隔週）連載。 |
| およばぬ恋をキミとする！                                                  | 森本まち             |                                   | 2018年02月25日       | 2019年0              | |
| カウント3はひびかないっ                                                   | わにのコロ輔         |                                   | 2016年02月23日       | 2018年05月02日       | |
| 訛音まじりと、かげひなた                                                  | 藤沼みすず           |                                   | 2017年09月27日       |                      | 「訛音」は「かおん」と読む(タイトル画像やＵＲＬから)。 |
| かしましマシマシ                                                          | 濱田みふみ（漫画）   | 大間九郎（原作）                  | 2017年09月25日       | 2018年               | |
| ガゼルグラビティ                                                          | 真鍋陽               |                                   | 2016年08月09日       | 2018年05月01日       | |
| 猫娘症候群(かとるすしんどろーむ)                                          | ネコ太郎             |                                   | 2016年10月15日       | 2021年02月13日       | |
| カノジョになりたい君と僕                                                  | たかせうみ           |                                   | 2018年07月24日       | 2020年08月18日       | |
| カミカゼボーイズ                                                          | 胡麻塩               |                                   | 2018年07月03日       |                      | |
| カラスノマ                                                                | 覆面うさぎ           |                                   | 2017年07月31日       | 2017年07月31日       | 数話ずつまとめてある為、一挙公開かは不明。 |
| カルカラレルカ                                                            | 銅目貫               |                                   | 2013年12月12日 1号   | 2016年12月25日       | kindle化。 |
| カルカラレルカ SR-H Prosperity                                            | 銅目貫               |                                   | 2017年01月01日       | 2020年11月15日       | カルカラレルカの第二シーズン。 |
| カレマネっ!                                                               | 板見柚汰（漫画）     | 門馬司 （原作）                   | 2018年11月30日       | 2019年0              | |
| キナリ                                                                    | 菊屋きく子（作画）   | 女里山桃花（原作）                | 2015年07月28日       | 2017年03月23日       | |
| キベルネテス                                                              | 尾瀬之高             |                                   | 2016年02月25日       | 0                    | |
| 空論ビターミニッツ                                                        | 森川いく             |                                   | 2016年12月30日       | 2019年05月3日        | |
| グランドリセット                                                          | トータス杉村         |                                   | 2017年08月29日       |                      | |
| くりーみークルー                                                          | 中山ちばこ           |                                   | 2017年03月12日       | 2018年05月20日       | |
| クレスト☆シザーズ                                                         | hekiyu               |                                   | 2016年01月28日       | 2018年0              | |
| 黒の血族                                                                  | 玉川ユキ             |                                   | 2017年10月26日       | 2021年06月17日       | 隔週木曜連載。2020年11月5日から休載、2021年4月8日より再開。 |
| 薫陶の美子様                                                              | ほづみ               |                                   | 2019年7月4日         | 2020年07月2日        | |
| ケシゴムライフ                                                            | 羽賀翔一             |                                   | 2014年11月20日 126号 | 2015年06月04日       | |
| 月光譚 フォルモーント                                                     | 大塚ヨウコ           |                                   | 2014年04月01日 26号  | 2018年01月18日       | |
| 潔癖すぎるよ清宮くん                                                      | 尺鳥いんこ           |                                   | 2020年02月29日       | 2020年011月7日       | |
| 恋のハナシをしませんか。                                                  | こすずめ（作画）     | 佐古田康之（原作）                | 2018年07月31日       | 2020年03月31日       | |
| ゴー・トゥ・ヘルン                                                        | しいたけ元帥         |                                   | 2014年07月06日 67号  | 2018年0              | |
| ごー・れむ                                                                | さくらえび ちま      |                                   | 2013年12月12日       | 2018年12月25日       | |
| 52ヘルツの案内人                                                          | 濱田みふみ           |                                   | 2019年04月3日        |                      | |
| 紺色のまち                                                                | TSUBU                |                                   | 2014年04月29日 38号  | 2016年06月07日       | |
| 支配恋愛―コントロール・ラブ―                                              | chee                 |                                   | 2018年 8月30日       | 2020年11月19日       | |
| サークルクラッシュ!                                                       | こすずめ（作画）     | 佐古田康之（原作）                | 2014年06月08日 55号  | 2017年10月06日       | |
| サードヒューマン                                                          | 鶴川かきお           |                                   | 2013年11月12日       | 2015年05月17日       | 書籍・電子書籍化 |
| 最果てのキャラバン                                                        | 赤夏                 |                                   | 2018年03月30日       | 2018年0              | |
| さくら色セキュリティサービス                                              | わたい               |                                   | 2017年05月30日       | 0                    | |
| 時効のひとたち                                                            | 時効の人             |                                   | 2017年07月31日       | 水曜日               | 2020年8月1日時点では、2018年4月11日の更新が最後となり、完結のお知らせがないまま1～75話までのみ無料公開となっている。 |
| しのもん                                                                  | はせがわたくや       |                                   | 2014年11月09日 121号 | 2016年11月03日       | |
| シノマス！閃乱カグラ                                                      | 猫月（漫画）         | いけだ（原作）                    | 2018年11月28日       | 2019年11月6日        | |
| シューカツ〜蹴活〜                                                        | 藤川努               |                                   | 2014年07月22日 74号  | 2018年01月31日       | |
| 週刊もぎたてTAKUTARO                                                      | 藤岡拓太郎           |                                   | 2017年07月31日       | 2017年07月31日       | 数話ずつまとめてある為、一挙公開かは不明。 |
| ジョーカー                                                                | 株式会社アプリボット |                                   | 2016年10月01日       |                      | ジョーカーZEROのアナザーストーリー |
| ジョーカー ZERO                                                           | 株式会社アプリボット |                                   | 2015年03月19日 177号 | 2016年04月14日       | |
| じょじむらのじゆうちょうマンガ!                                           | じょじむら           | 2019年011月23日                   | 2020年06月27日       |                      | クラウドファンディングによる全書籍化 |
| ジョンソンともゆきの小粋な脳内遊泳                                        | ジョンソンともゆき   |                                   | 2017年07月31日       | 2017年07月31日       | 数話ずつまとめてある為、一挙公開かは不明。 |
| 白鳥先輩は唐突に                                                          | じゅんた             |                                   | 2017年10月01日       | 2019年09月29日       | |
| 白薔薇のフランケンシュタイン                                              | シズ                 |                                   | 2017年07月28日       | 2021年07月23日       | 金曜日（隔週）連載。 |
| 白ひなの冒険                                                              | 渡邉健一             |                                   | 2017年03月18日       | 0                    | |
| 白宵のガバメント                                                          | 吐露ころと           |                                   | 2017年12月26日       | 2020年09月01日       | 「白宵」は中国語で「白夜」の意。 日本語読みが不明の為、暫定的に「しらよい」としてリストに記載した。 |
| スター★ボイス                                                             | 齋ノ邦太郎           |                                   | 2015年05月05日 197号 | 2018年03月22日       | |
| STEP×STEP FAMILY 〜オネエの兄が過保護でウザい！〜                         | 流川夕夏             |                                   | 2018年03月30日       | 2020年02月15日       | |
| スネーク・アイズ                                                          | へろ                 |                                   | 2016年010月26日      | 2019年07月24日       | クラウドファンディングによる全書籍化 |
| Slide Story                                                               | 渡邉健一             |                                   | 2014年10月02日 105号 | 2016年11月23日       | |
| セカイエンジン                                                            | 宮川大河             |                                   | 2014年04月10日 30号  | 2017年05月21日       | |
| 絶対天使になりたくない                                                    | まことじ             |                                   | 2019年02月26日       | 2020年03月9日        | 全50話。毎週月曜日掲載 |
| 全力偏愛ガール                                                            | 佐藤ショーキ         |                                   | 2017年07月31日       | 2019年0              | |
| 創造のエテルニテ                                                          | 塩部縁               |                                   | 2017年04月29日       | 0                    | |
| 双無しの人形                                                              | 冬島暮               |                                   | 2017年09月23日       | 2020年0 5月2日       | 第一部。「双無し」は「そうなし」と読む(goo国語辞書など)。 |
| タイクツくんDX                                                            | 退屈先生             |                                   | 2017年07月31日       | 2018年0              | |
| 幽道少女 -タオガール-                                                     | 山亥                 |                                   | 2017年09月29日       | 2021年04月9日        | 便宜上「タオガール」読みでリストに記載。 2018年3月16日から2021年2月26日まで休載。金曜日（月1）連載。 |
| 卓越のサンシャイン                                                        | 服部治朗             |                                   | 2016年08月31日       | 2019年08月14日       | 7月31日に最終話、8月14日に特別篇が掲載 |
| 多数欠［第1部］                                                           | 宮川大河             |                                   | 2017年06月08日 195号 | 2017年07月07日       | 第２部へと続く。リバイバル公開。 基本的に連載時のWEB版のままだが、各巻最初の話のみ単行本版となっている。 |
| 多数欠［第2部］                                                           | 宮川大河             |                                   | 2015年04月30日 195号 | 2017年11月10日       | 第３部「多数欠 -Judgement Assizes-」へと続く。 |
| タニクちゃん                                                              | よねまる             |                                   | 2015年06月28日       | 2017年12月24日       | |
| ダンジョンほいく                                                          | 亜希乃千紗（漫画）   | 大間九郎（原作）                  | 2017年010月13日      |                      | LINEスタンプ配信中。 |
| 腸よ鼻よ                                                                  | 島袋全優             |                                   | 2017年06月30日       | 2023年04月14日       | |
| 追究のパラダイス                                                          | 杉浦リョウ           |                                   | 2018年05月01日       | 0                    | |
| ツイラブ                                                                  | chee                 |                                   | 2015年10月29日       | 2018年05月27日       | |
| 九十九の聲                                                                | 久坂凪               |                                   | 2017年08月30日       | 2019年4月24日        | |
| 翼があっても飛べないわたしは、ゲーム部に入ることにした                    | まことじ             |                                   | 2017年02月26日       | 2019年0              | |
| ツン姫さまとダメ王子ちゃん                                                | ヨウハ               |                                   | 2019年010月04日      | 2020年09月04日       | |
| 帝都百華寮                                                                | 佐倉牡丹             |                                   | 2018年03月28日       | 2019年0              | |
| 鉄髪サタン                                                                | 井上オンライン       |                                   | 2015年01月01日 144号 | 2017年10月04日       | |
| でびるち                                                                  | むすあき             |                                   | 2016年01月03日       | 2021年05月03日       | 月曜日連載 |
| 天使のおクスリ！                                                          | 氏原ケイ（漫画）     | 佐古田康之 （原作）               | 2018年03月14日       | 2020年02月19日       | |
| 天装戦姫 〜蒼玉のフラグメント〜                                           | にわとりたつみ       |                                   | 2017年09月28日       | 2018年04月26日       | |
| 童貞文豪                                                                  | 大塚ヨウコ           |                                   | 2018年08月15日       | 2020年09月02日       | |
| 透明人間灰田                                                              | 久谷碧               |                                   | 2019年02月5日        | 2020年               | |
| どっかーん海賊団                                                          | カワサキユキロー     |                                   | 2015年09月03日       | 2016年02月18日       | |
| となりのうちゅうじん                                                      | さくらえび ちま      |                                   | 2019年05月21日       | 2020年01月7日        | |
| 鳥飼さんのおでかけ〜ミィちゃんの作戦会議〜                                | 遥那もより           |                                   | 2015年04月14日 188号 | 2015年05月26日       | |
| 丼とこーい！                                                              | トータス杉村         |                                   | 2018年0              | 2018年0              | グランドリセットの後書きの短期連載。 |
| 77億の災厄                                                                | ふえふき             |                                   | 2020年08月29日       | 2021年08月28日       | 隔週土曜日連載 |
| 鳴海先生はどこか妖しい                                                    | 西賀スオミ           |                                   | 2020年05月26日       | 2021年08月31日       | 隔週火曜日連載 |
| にく充！                                                                  | 水沢有香子           |                                   | 2016年04月29日       | 2017年01月20日       | |
| 日常バグ報告                                                              | やしろあずき         |                                   | 2017年07月31日       |                      | |
| 日常メテオストライク                                                      | 胡麻塩               |                                   | 2016年10月25日       | 2018年03月13日       | |
| 2度目の鳥飼さん                                                           | 遥那もより           |                                   | 2013年12月12日 1号   | 2015年07月19日       | 電子書籍化 |
| にのにの                                                                  | たかちひろなり       |                                   | 2019年01月6日        | 2020年0 3月29日      | |
| にゃんこ大戦争〜日本侵略秘録〜                                            | 伊集院一雄           |                                   | 2015年09月29日       | 2019年2月            | 2019年8月31日を持って掲載が終了した。 |
| 人間代表！ヒトミちゃん                                                    | うといペン子         |                                   | 2015年05月03日 196号 | 2016年05月28日       | |
| ヌヌ子の聖★誕! 〜HARAJUKU STORY〜                                         | 銀南ナナ（漫画）     | 濱田真和（原作）                  | 2018年08月08日       | 2019年 0             | |
| ねこ鉄道                                                                  | よつば◎ますみ。      |                                   | 2016年07月01日       | 2016年12月16日       | |
| 猫はまたたび                                                              | 一色美穂             |                                   | 2013年12月12日 1号   | 2016年08月26日       | 書籍単行本 |
| ネムルナ!!                                                                | ほたるいし。         |                                   | 2018年01月30日       | 2020年04月21日       | |
| ハカセの気まぐれホムンクルス                                              | 加我皓平             |                                   | 2016年08月15日       | 2018年06月18日       | |
| 鋼の彼女と僕                                                              | じゅんた             |                                   | 2019年10月31日       | 2020年 09月03日      | |
| 初めて君を食べたら                                                        | 雨宮律               |                                   | 2018年12月24日       |                      | |
| 花はみじかし、恋せよオトメ。                                              | 星名ひつじ           |                                   | 2016年06月02日       | 2019年08月8日        | |
| ハリヒトヒラ                                                              | TSUBU                |                                   | 2017年03月31日       |                      | |
| ハルコアンブレイカブル！                                                  | 梅田ぴよ             |                                   | 2017年08月31日       |                      | |
| バンギャループ                                                            | マキボロス           |                                   | 2014年02月06日 8号   | 2019年06月4日        | kindle化、書籍単行本化 |
| バンドやってモテたい                                                      | 46                   |                                   | 2016年07月17日       |                      | |
| HEROLL-ヒーロール-                                                        | へろ                 |                                   | 2013年12月12日 1号   | 2016年02月28日       | |
| ピコン-PIQUANT-                                                           | りょん               |                                   | 2019年011月21日      | 2020年08月20日       | |
| ひとコマGANMA!                                                            | なるあすく           |                                   | 2014年10月29日       | 2016年02月03日       | |
| ひねもすのたり                                                            | 森柾みどり           |                                   | 2017年05月26日       |                      | |
| 姫と騎士                                                                  | 猫かりんとう         |                                   | 2014年05月08日 42号  | 2015年03月26日 180号 | |
| 藤咲く庭とてがみ姫                                                        | 牛丸樹               |                                   | 2019年1月29日        |                      | |
| ブシドー・ステッキ                                                        | へろ                 |                                   | 2020年03月28日       | 2021年06月30日       | 水曜日（隔週）連載。 |
| プ女子日和                                                                | 早蕨たまお           |                                   | 2015年06月07日       | 2017年07月29日       | |
| ふぞろいユモレスク                                                        | 九目                 |                                   | 2017年12月12日       | 2021年1月4日         | 火曜日（隔週）連載 |
| プチ☆スターズ！                                                           | あきかわ小石         |                                   | 2017年06月27日       | 0                    | |
| プライベートキングダム                                                    | 真鍋陽               |                                   | 2014年04月08日 29号  | 2019年0              | |
| BLACKSMITH ESPRESSO                                                       | 舵真秀斗             |                                   | 2015年07月30日       | 2017年02月24日       | |
| Please go home 遥さま                                                     | まことじ             |                                   | 2013年12月12日 1号   | 2015年07月21日       | |
| ブルヶ原ベリーは世界一カワイイ！                                          | あきの実             |                                   | 2015年07月23日       | 2016年03月03日       | |
| BULLMASK                                                                  | chiYOMI              |                                   | 2014年02月27日 12号  | 2016年01月07日       | |
| ブレイブフロンティア グランガイア戦記                                     | 大関詠嗣             |                                   | 2015年07月12日       | 2017年04月16日       | |
| ブレイブフロンティア ハルトの召喚日記                                     | サンジョウキイロ     |                                   | 2014年07月31日 78号  | 2017年05月01日       | |
| ベリアルレディ                                                            | 猫かりんとう         |                                   | 2015年09月22日       | 2018年0              | |
| 報復のススメ                                                              | 望月あづみ           |                                   | 2017年03月24日       | 2019年09月20日       | |
| 僕の彼女はキレイに嗤う                                                    | 中山ちばこ           |                                   | 2018年09月28日       | 2020年011月06日      | 金曜日（隔週）連載 |
| 星屑のマーチ                                                              | 須藤由華             |                                   | 2015年11月05日       | 2017年02月06日       | |
| ぼっちゃまは今日もイジられる                                              | ヨウハ               |                                   | 2015年11月24日       | 2019年04月10日       | |
| ほてるい                                                                  | 汽笛裕蔵             |                                   | 2014年07月24日 75号  | 2017年04月25日       | |
| 本田くんのモラル                                                          | 浅井田とっと         |                                   | 2019年08月28日       | 2020年011月04日      | 水曜日（3週連続） |
| マコとマコト                                                              | 木下晋也             |                                   | 2014年07月29日 77号  |                      | |
| 魔法少女の親友                                                            | シズ                 |                                   | 2015年08月30日       | 2017年03月25日       | |
| 魔法少女はそうじゃない！                                                  | こすずめ             |                                   | 2020年07月31日       | 2021年03月21日       | 金曜連載。短期連載。 |
| 魔法使いのお時間よ                                                        | 内海まりお           |                                   | 2014年08月17日 85号  | 2014年09月07日 94号  | |
| マワルあすたりすく！                                                      | 中村あいさつ         |                                   | 2016年12月29日       | 2018年0              | |
| 磨け！洗練部                                                              | はせがわたくや       |                                   | 2017年03月22日       |                      | |
| 未来異変                                                                  | 紫良河みあび         |                                   | 2017年09月20日       |                      | |
| 武蔵くんと村山さんは付き合ってみた。                                      | なるあすく           |                                   | 2013年12月12日 1号   | 2018年12月10日       | kindle化 |
| 無常のふでこさん                                                          | ぬこー様             |                                   | 2017年07月31日       |                      | |
| メーデー!博物館                                                           | 渡邊健一             |                                   | 2019年07月30日       | 2019年05月19日       | |
| 木曜日は君と泣きたい。                                                    | 工藤マコト           |                                   | 2018年07月12日       | 2019年0 10月3日      | |
| ユメクイ                                                                  | あずまたま           |                                   | 2014年07月17日 72号  | 2018年               | |
| 四谷快談!                                                                 | 玉川ユキ             |                                   | 2015年10月27日       | 2017年07月22日       | |
| 読みたい本はないけれど                                                    | 無糖まゆみ（漫画）   | 門馬司 （原作）                   | 2018年12月20日       | 2019年               | |
| ラナンキュラスの箱庭で                                                    | 森柾みどり           |                                   | 2015年11月15日       | 2017年02月22日       | |
| ラブ米 〜Rice is beautiful〜                                              | 46（漫画）           | ヤオヨロズ（原作）                | 2017年02月24日       | 2017年07月28日       | |
| ラプラスの悪魔                                                            | 空想虫               |                                   | 2014年03月20日       | 2015年05月28日       | |
| LICHT-リヒト-                                                             | 明                   |                                   | 2013年12月12日 1号   | 2016年11月29日       | |
| レガシー                                                                  | 太田今               |                                   | 2014年12月30日 143号 | 2020年09月012日      | 本編第一部は2017年1月14日まで。本編第二部は2018年まで7月28日まで。本編第三部は2020年8月15日まで。 |
| 歴女るの！                                                                | 洋介犬               |                                   | 2014年04月27日 37号  | 2016年03月23日       | |
| 連弾ノオト                                                                | 狩谷成               |                                   | 2017年06月28日       | 2020年05月20日       | |
| わがいほは                                                                | うつぎ               |                                   | 2017年09月11日       | 2020年02月24日       | |
| ワルプルギスの夜に、                                                      | なかお               |                                   | 2019年03月10日       | 2021年02月21日       | 2018年8月19日より、『連載チャレンジ読切企画』が開始された。 2018年8月19日に前編が公開され、一週間後の2018年8月26日までにハートが1000人を超えたら後編が公開される。2018年9月2日にはハートの受付が締め切られ、その結果ハートが5000人以上集まれば、連載化となる。 その後、前編公開の翌日である2018年8月20日の時点で、29,307名の支持を得て連載化が確定した事が発表された。日曜日（隔週）で連載された。 |

### 読切作品
- ある朗らかな午後白いワンピースを汚さずに死ね - 江野スミ
- 河野さん家の日常 - しかばねみのり
- 雑踏テトラ - 九目
- にゃんこのひみつ - ミシュ
- ひきだしの奥 - ナツト
- ユメクイ - あずまたま
- ワルプルギスの夜に-なかお

### 掲載終了した作品
GANMA!サイト上での掲載を終了した作品のリスト。関連サイトに移転した作品を含む。尚、下記リストの作品以外にも、過去に期間限定公開されていた作品は存在する可能性が有る。
| 作品名                       | 作者（作画）       | 原作など         | 開始日（号）         | 終了日                  | 備考 |
| ---------------------------- | ------------------ | ---------------- | -------------------- | ----------------------- | --- |
| 異骸                         | 佐伊村司           |                  | 2019年04月22日       | 2019年6月30日           | 期間限定公開。 2019年5月31日まで毎日更新。全話を6月30日まで無料公開。                                                                  |
| カエル王子といもむしヘンリー | アリムラモハ       |                  | 2019年06月18日       | 2019年07月22日          | 期間限定公開。 2019年7月15日まで毎日更新。同年7月22日まで出張掲載                                                                      |
| 君の膵臓をたべたい           | 桐原いづみ（作画） | 住野よる（原作） | 2018年07月25日       | 2018年09月30日          | 期間限定公開。 2018年7月25日 - 9月30日まで。4話以降はプレミアム会員限定公開。                                                          |
| 現代魔女図鑑                 | 伊咲ウタ           |                  | 2016年08月26日       | 不明。                  | 公開終了。 |
| 三代目薬屋久兵衛             | ねむようこ         |                  | 2018年07月18日       | 2018年09月15日          | 期間限定公開。 2018年9月8日まで毎日更新。全話を9月15日まで無料公開。                                                                   |
| 繊細ロマンティクス           | 汽笛裕蔵           |                  | 2013年12月12日 1号   | 2014年01月16日          | ニコニコGANMA!にて公開中。全３話。 |
| 耐え子の日常                 | そろそろ谷川       |                  | 2018年06月25日       | 2018年08月16日          | 期間限定公開。 2018年8月16日まで毎日更新。66話分を8月23日まで無料公開。                                                                |
| つぶやきGANMA!出張編         | つぶやきGANMA!     |                  | 2015年02月24日 167号 | 不明。                  | 作品ごとの配信に変更されたとの事。 |
| となりの柏木さん             | 霜月絹鯊           |                  | 2018年07月01日       | 2018年07月01日 一挙公開 | 2018年7月1日～7月31日の間、公開されていた。 尚、無料会員は５巻分までで、６巻以降は有料会員限定だった。                                 |
| ハナヤマタ                   | 浜弓場双           |                  | 2018年07月07日       | 2018年09月4日           | 期間限定公開。 2018年8月28日まで毎日更新。全話を9月4日まで無料公開。                                                                   |
| Paradise Kiss                | 矢沢あい           |                  | 2018年08月25日       | 2018年09月30日          | 期間限定公開。 2018年8月31日まで毎日更新。17話までを同年9月30日まで無料公開。18話以降はプレミアム会員限定で、9月1日～9月30日まで公開。 |
| 放課後!ダンジョン高校        | 山西正則           |                  | 2018年08月04日       | 2018年10月7日           | 期間限定公開。 2018年9月30日まで、毎日更新。全話を同年10月7日まで公開。                                                                |
| 本が好き子さん               | なるあすく         |                  | 2015年10月29日       | 不明。                  | 既に無料公開は終了し、2018年8月1日現在、公式に無料配信しているサイトは無い模様。                                                       |
| ミイラの飼い方               | 空木かける         |                  | 2019年06月12日       | 2019年08月10日          | 期間限定公開。 2019年8月3日まで毎日更新。同年8月10日まで掲載                                                                           |
| ミリオンドール               | 藍                 |                  | 2013年12月12日 1号   | 不明。                  | アニメ化。マンガ図書館Zにて公開された後に自費出版であるINDIGO PRODUCTSで単行本化。                                                     |
| むすんでひらいて             | 水瀬マユ           |                  | 2019年05月14日       | 2019年07月12日          | 期間限定公開。 2019年7月5日まで毎日更新。全話を同年7月12日まで無料公開。                                                               |
| ももくり                     | くろせ             |                  | 2019年04月13日       | 2019年06月11日          | 期間限定公開。 2019年6月4日まで毎日更新。全話を6月11日まで無料公開されていた。                                                         |
| リィンカーネーションの花弁   | 小西幹久           |                  | 2018年06月10日       | 2018年08月01日          | 期間限定公開。 2018年8月1日まで毎日更新。全話を8月8日まで無料公開。                                                                    |
| 私を笑わないで               | くるみ亮           |                  | 2019年07月09日       | 2019年08月23日          | 期間限定公開。 2019年8月6日まで毎日更新。全話を8月23日まで無料公開。                                                                   |

## ニコニコGANMA!
『ニコニコGANMA!』とは、ニコニコ静画のサイト上で展開する、Webマンガ誌である。GANMA!本サイト上とは異なり、以下のような違いがある。（ニコニコGANMA!に限らず、ニコニコ静画に連載されている作品のほとんどが該当する）
- 本サイト上とは異なり、閲覧するにはniconicoアカウントを必要とする。(本サイトでは、閲覧だけならアカウント不要[19])
- 本サイト上とは異なり、最初の3話と、最新の2話だけしか読むことが出来ない。(本サイトでは、公開終了した作品を除き、基本的に無料で、全話閲覧する事が出来る[19])

## GANMA!5
『GANMA!5』(ガンマ!ファイブ)とは、作品横断投票イベント「GANMA！総選挙」の結果をもとに選定された応援大使(PRキャラクター)である

### 2018年
2018年4月26日にアプリ版のダウンロード数が1000万件を超えた事を記念して、同年7月6日より実施された作品横断投票イベント「GANMA！総選挙」の結果をもとに応援大使(PRキャラクター)が選定された。尚、同年7月11日に初日速報が、7月19日に中間結果発表が、8月19日に最終結果発表が、それぞれ行われた。
以下、最終結果を記載する。
1. ヴァイスローゼ・フランケンシュタイン／白薔薇のフランケンシュタイン
2. 小原純／あかつきのベイビーズ!
3. 八木橋藤十郎／多数欠シリーズ
4. 神臣／多数欠シリーズ
5. 咲場ヨミナ／でびるち

また、応援大使には選ばれなかったものの、6位から10位+αも発表された。
1. ホカノ／ぼっちゃまは今日もイジられる
2. 七尾ミサキ／外れたみんなの頭のネジ
3. 高円寺夏樹／池袋†BLood
4. ハグル=R=ミセリア／カルカラレルカ SR-H Prosperity
5. 小熊／飛野さんのバカ

- Ｔシャツ賞:プライベートキングダム - GANMA!5以外で、Ｔシャツの売り上げが最多だった作品。
- 人外賞:佐藤旭／わがいほは - 最上位の人外キャラクター。
- ラストスパート賞:むすこ／ボンレスマム - GANMA!5以外で、中間発表から最も順位を上げたキャラクター。

### 2019年
2019年6月15日に同年7月5日から7月31日の期間で「GANMA!総選挙2019」の開催決定が発表される。総選挙期間中の7月12日に初日速報が、8月31日に最終結果発表が、それぞれ発表された。
以下、最終結果を記載する。
1. 八木橋藤十郎／多数欠シリーズ
2. 白椛雪／ 猫娘症候群(かとるすしんどろーむ)
3. ヤハウェ／でびるち
4. 高円寺夏樹／池袋†BLood
5. 島袋全優／腸よ鼻よ

また、応援大使には選ばれなかったものの、6位から10位+αも発表された。
1. 有栖川白愛／恋をしたので配信してみた
2. 影山アオジ／ふぞろいユモレスク
3. 下神センター長／死逢せサポートセンター
4. 小日向陽／御影くんは帰りたい!
5. セブンス／外れたみんなの頭のネジ

- Twitter賞:八木橋藤十郎／多数欠シリーズ- Ｔwitter投票数が最も多かったキャラクター。
- Ｔシャツ賞:白椛雪／猫娘症候群(かとるすしんどろーむ) - Ｔシャツの売り上げが最多だったキャラクター。
- 人外賞:佐藤旭／わがいほは - 最上位の人外キャラクター。
- ラストスパート賞:ブルー／スネーク・アイズ - 中間発表から最も順位を上げたキャラクター。